# Unité mixte de recherche
Eine Unité mixte de recherche (UMR, deutsch etwa „gemischte Forschungseinheit“) ist ein verbreiteter Typ von Instituten der öffentlich-rechtlichen Forschung in Frankreich.

## Eigenschaften
Eine UMR ist ein Forschungsinstitut, das unter der gemeinsamen Trägerschaft des Centre national de la recherche scientifique (CNRS) und einer oder mehrerer Hochschulen oder sonstiger anderer Forschungseinrichtungen steht. Andere öffentlich-rechtliche Forschungseinrichtungen des Typs Établissement public à caractère scientifique et technologique (EPST), etwa INSERM und INRAE, unterhalten ebenfalls UMR oder vergleichbare Formen gemeinsamer Institute mit Hochschulen.
UMR sind keine eigenen Rechtssubjekte. An ihnen arbeiten Beschäftigte der an der jeweiligen UMR beteiligten Trägerorganisationen (Tutelles).
Eine UMR wird für eine befristete Dauer von mindestens zwei, höchstens fünf Jahren eingerichtet. Nach Ablauf der festgelegten Bestandsdauer kann diese verlängert werden. Die Schaffung, Verlängerung, Aufspaltung oder Schließung einer UMR bedarf einer vorherigen Evaluierung des Vorhabens, durchgeführt von der staatlichen Evaluierungsbehörde HCERES, sowie nach Entscheidung durch die Träger der Bewilligung durch das französische Forschungsministerium.
Im Jahr 2023 gab es in Frankreich über 1000 UMR. In UMR, an denen der CNRS beteiligt war, waren zu dieser Zeit etwa 110.000 Personen, d. h. über 40 % der in der öffentlichen Forschung in Frankreich Tätigen, beschäftigt. Etwa 30.000 (27 %) dieser Beschäftigten waren Arbeitnehmer des CNRS. 41 % der UMR hatten mehr als zwei Träger. 40 % der unbefristet vom CNRS Beschäftigten in den UMR waren Frauen.

## Geschichte
1966 schuf der CNRS das erste Laboratoire associé – ein gemeinsames Forschungsinstitut mit einer Hochschule –, um seine Beziehungen zur universitären Forschung zu intensivieren. Das Konzept wurde rasch zur Regel in der französischen Forschungslandschaft. Mitte der 1990er Jahre entstanden aus ihm die UMR in ihrer heutigen Form.
In der Folgezeit traten beim CNRS zu den UMR weitere Typen gemeinsamer Forschungseinheiten hinzu (übergreifend bezeichnet als Structures opérationnelles de recherche, SOR, und Structures opérationnelles de services, SOS). 2020 gab es 14 Arten von SOR und SOS. Diese Vielfalt wurde mit Wirkung vom Januar 2021 auf nur noch sechs vereinfacht.